# 2020 AP1
2020 AP1とは、直径が約5メートル (16 ft)のアポロ群に属する地球近傍天体である。2020年1月2日に、地球から0.00218天文単位 (326,000 km)の距離を通過した。1日の短い観測アークでは、2022年1月7日に地球から0.01天文単位 (1,500,000 km)の距離を通過すると予測されているが、不確実性が±8日あるため、かなり接近して通過する可能性がある。

## 発見
2020 AP1は、2020年12月24日に近日点（太陽に最も接近）に到達。2020年1月2日に、地球から0.00218天文単位 (326,000 km)の距離で通過した。その後、2020年1月4日にレモン山サーベイによって発見された。地球から0.006天文単位 (900,000 km)で、太陽との離角は134°であった。とても小さい小惑星であり、また空に強い月相があったため、1日のみしか観測できなかった。地球への接近により、2020 AP1の公転周期は約21日増加した。

## 2022年
2020 AP1は2021年12月25日頃に近日点に到達する。2020 AP1は地球から0.01天文単位 (1,500,000 km)を通過するが、軌道の情報が不十分なため、不確実性が±8日で±250万kmある。
JPL Small-Body Databaseでは、地球の中心から0.000007天文単位 (1,000 km)の線形の最小距離を示している。これは、地球の半径6,371kmの内側にある。セントリーでは軌道伝搬の非線形性を説明し、この場合は地球が存在する場所と交差しないとされているため、Sentry Risk Tableには記載されていない。